# Victoria Sebastian
Pour les articles homonymes, voir Sebastian.
Victoria Sebastian, née le 1er mars 2004, est une archère française.

## Carrière sportive
Victoria Sebastian est originaire de Montpellier et elle décroche plusieurs podiums nationaux dans la catégorie jeunes avec une première médaille de bronze aux championnats de France 2016 Jeunes Tir à Vichy dans la catégorie minimes. En 2021, elle remporte la médaille d'or par équipe cadette aux championnats du monde de la jeunesse à Wroclaw avec Caroline Lopez et Amélie Cordeau. En 2022, elle est notamment médaillée de bronze U21 aux championnats d'Europe juniors et championne de France U21 en salle.
Elle intègre l'Arc club de Nîmes en 2023 où elle intègre l’INSEP. Elle participe aux championnats du monde jeunes.
En 2024, elle remporte un titre européen par équipe et une médaille de bronze individuelle en U21 lors des championnats d’Europe en extérieur ; elle remporte aussi un titre de championne de France par équipe avec Nîmes et un titre de championne de France Élite individuelle.
En février 2025, elle est médaillée d'argent en individuel aux championnats d'Europe en salle.